# Гурбешть (Спінуш, Біхор)
Гурбешть, Гурбешті (рум. Gurbești) — село у повіті Біхор в Румунії. Входить до складу комуни Спінуш.
Село розташоване на відстані 428 км на північний захід від Бухареста, 26 км на північний схід від Ораді, 114 км на північний захід від Клуж-Напоки.

## Населення
За даними перепису населення 2002 року у селі проживала 151 особа.
Національний склад населення села:
| Національність | Кількість осіб | Відсоток |
| -------------- | -------------- | -------- |
| румуни         | 109            | 72,2%    |
| цигани         | 33             | 21,9%    |
| угорці         | 9              | 6,0%     |

Рідною мовою назвали:
| Мова      | Кількість осіб | Відсоток |
| --------- | -------------- | -------- |
| румунська | 110            | 72,8%    |
| циганська | 33             | 21,9%    |
| угорська  | 8              | 5,3%     |